# Pośredni Barani Karbik
Pośredni Barani Karbik (słow. Prostredná štrbina) – stosunkowo mało wybitna przełęcz położona w Baraniej Grani, w słowackich Tatrach Wysokich. Siodło Pośredniego Baraniego Karbika oddziela od siebie dwa wyżej położone spośród trzech Baranich Zębów. Na południu graniczy z Zadnim Baranim Zębem, natomiast na północy – z Pośrednim Baranim Zębem. Na siodło przełęczy nie prowadzą żadne znakowane szlaki turystyczne. Możliwe jest wejście na nią łatwymi drogami z obu stron grani – z Zadniego Baraniego Karbika i Skrajnego Baraniego Karbika.
Pierwszego wejścia na Pośredni Barani Karbik dokonali Zygmunt Klemensiewicz, Jerzy Maślanka i Rudolf Nałęcki przy przejściu Baraniej Grani 24 sierpnia 1923 r.